# Votação da emenda constitucional Dante de Oliveira
A Proposta de Emenda Constitucional (PEC) nº 5 de 2 de março de 1983, mais conhecida como Emenda Constitucional Dante de Oliveira, decidiria sobre o restabelecimento das eleições diretas para presidente da república no Brasil após 20 anos de regime militar, foi derrubada em votação na Câmara dos Deputados na noite de 25 de abril de 1984.
Houve 298 votos a favor, 65 contra, 113 ausências e 3 abstenções. Por ser uma emenda constitucional, seria necessária a aprovação de dois terços da casa (320 votos). Com a derrota, por apenas 22 votos, a emenda nem sequer foi apreciada pelo Senado Federal e assim terminou a mobilização causada pela campanha das Diretas Já.
Com isso, os brasileiros tiveram que esperar até 1989 para escolher o seu presidente através do voto secreto e universal, vinte e nove anos depois da última eleição direta (1960).

## Lista completa da votação da emenda Dante de Oliveira
Fonte: Jornal Folha de S.Paulo de 26 de abril de 1984.

### Acre
| PARTIDO | NOME DO PARLAMENTAR | SIM - a favor da emenda | NÃO - contra a emenda | AUSENTE/ABSTENÇÃO |
| PDS     | Alércio Dias        |                         |                       | AUSENTE           |
| PMDB    | Aluizio Bezerra     | SIM                     |                       |                   |
| PDS     | Amilcar de Queiroz  |                         | NÃO                   |                   |
| PMDB    | Geraldo Fleming     | SIM                     |                       |                   |
| PMDB    | José Melo           | SIM                     |                       |                   |
| PDS     | Nosser Almeida      |                         | NÃO                   |                   |
| PMDB    | Rui Lino            | SIM                     |                       |                   |
| PDS     | Wildy Viana         | SIM                     |                       |                   |

### Alagoas
| PARTIDO | NOME DO PARLAMENTAR | SIM - a favor da emenda | NÃO - contra a emenda | AUSENTE/ABSTENÇÃO |
| PDS     | Albérico Cordeiro   | SIM                     |                       |                   |
| PMDB    | Djalma Falcão       | SIM                     |                       |                   |
| PDS     | Fernando Collor     | SIM                     |                       |                   |
| PDS     | Geraldo Bulhões     | SIM                     |                       |                   |
| PDS     | José Thomaz Nonô    | SIM                     |                       |                   |
| PMDB    | Manoel Afonso       | SIM                     |                       |                   |
| PDS     | Nelson Costa        |                         |                       | AUSENTE           |
| PMDB    | Sérgio Moreira      | SIM                     |                       |                   |

### Amapá
| PARTIDO | NOME DO PARLAMENTAR | SIM - a favor da emenda | NÃO - contra a emenda | AUSENTE/ABSTENÇÃO |
| PDS     | Antônio Pontes      |                         |                       | AUSENTE           |
| PDS     | Clark Platon        |                         |                       | AUSENTE           |
| PDS     | Geovani Borges      |                         |                       | AUSENTE           |
| PDS     | Paulo Guerra        |                         |                       | AUSENTE           |

### Amazonas
| PARTIDO | NOME DO PARLAMENTAR  | SIM - a favor da emenda | NÃO - contra a emenda | AUSENTE/ABSTENÇÃO |
| PMDB    | Arlindo Porto        | SIM                     |                       |                   |
| PMDB    | Arthur Virgílio Neto | SIM                     |                       |                   |
| PDS     | José Fernandes       |                         |                       | AUSENTE           |
| PDS     | José Lins            |                         | NÃO                   |                   |
| PDS     | Josué de Souza       |                         |                       | AUSENTE           |
| PMDB    | Mário Frota          | SIM                     |                       |                   |
| PMDB    | Randolfo Bittencourt | SIM                     |                       |                   |
| PDS     | Vivaldo Frota        |                         | NÃO                   |                   |

### Bahia
| PARTIDO | NOME DO PARLAMENTAR  | SIM - a favor da emenda | NÃO - contra a emenda | AUSENTE/ABSTENÇÃO |
| PDS     | Afrísio Vieira Lima  |                         | NÃO                   |                   |
| PDS     | Ângelo Magalhães     |                         | NÃO                   |                   |
| PDS     | Antônio Osório       |                         |                       | AUSENTE           |
| PMDB    | Carlos Sant'Anna     | SIM                     |                       |                   |
| PDS     | Djalma Bessa         |                         | NÃO                   |                   |
| PMDB    | Domingos Leonelli    | SIM                     |                       |                   |
| PMDB    | Elquisson Soares     | SIM                     |                       |                   |
| PDS     | Eraldo Tinoco        |                         |                       | AUSENTE           |
| PDS     | Etelvir Dantas       |                         |                       | AUSENTE           |
| PDS     | Félix Mendonça       |                         | NÃO                   |                   |
| PMDB    | Fernando Gomes       | SIM                     |                       |                   |
| PDS     | Fernando Magalhães   |                         | NÃO                   |                   |
| PMDB    | Fernando Santana     | SIM                     |                       |                   |
| PDS     | França Teixeira      | SIM                     |                       |                   |
| PDS     | Francisco Benjamim   |                         |                       | AUSENTE           |
| PMDB    | Francisco Pinto      | SIM                     |                       |                   |
| PMDB    | Genebaldo Correia    | SIM                     |                       |                   |
| PDS     | Gorgônio Neto        |                         | NÃO                   |                   |
| PMDB    | Haroldo Lima         | SIM                     |                       |                   |
| PDS     | Hélio Correia        |                         | NÃO                   |                   |
| PDS     | Horácio Matos        |                         |                       | AUSENTE           |
| PDS     | Jairo Azi            |                         |                       | AUSENTE           |
| PDS     | João Alves           |                         |                       | AUSENTE           |
| PMDB    | Jorge Medauar        | SIM                     |                       |                   |
| PMDB    | Jorge Viana          | SIM                     |                       |                   |
| PDS     | José Lourenço        | SIM                     |                       |                   |
| PDS     | José Penedo          |                         |                       | AUSENTE           |
| PDS     | Jutahy Júnior        | SIM                     |                       |                   |
| PDS     | Leur Lomanto         |                         |                       | AUSENTE           |
| PDS     | Manoel Novaes        |                         |                       | AUSENTE           |
| PMDB    | Marcelo Cordeiro     | SIM                     |                       |                   |
| PDS     | Ney Ferreira         |                         | NÃO                   |                   |
| PDS     | Prisco Viana         |                         |                       | AUSENTE           |
| PMDB    | Raimundo Urbano      | SIM                     |                       |                   |
| PMDB    | Raul Ferraz          | SIM                     |                       |                   |
| PDS     | Rômulo Galvão        |                         |                       | AUSENTE           |
| PDS     | Ruy Bacelar          | SIM                     |                       |                   |
| PMDB    | Virgildásio de Senna | SIM                     |                       |                   |
| PDS     | Wilson Falcão        |                         | NÃO                   |                   |

### Ceará
| PARTIDO | NOME DO PARLAMENTAR    | SIM - a favor da emenda | NÃO - contra a emenda | AUSENTE/ABSTENÇÃO |
| PDS     | Aécio de Borba         |                         |                       | AUSENTE           |
| PMDB    | Antônio Morais         | SIM                     |                       |                   |
| PDS     | Carlos Virgílio Távora |                         |                       | AUSENTE           |
| PMDB    | Chagas Vasconcelos     | SIM                     |                       |                   |
| PDS     | Cláudio Filomeno       |                         |                       | AUSENTE           |
| PDS     | Evandro Ayres de Moura |                         |                       | AUSENTE           |
| PDS     | Flávio Marcílio        |                         |                       | AUSENTE           |
| PDS     | Furtado Leite          |                         | NÃO                   |                   |
| PDS     | Gomes da Silva         |                         |                       | AUSENTE           |
| PDS     | Haroldo Sanford        |                         |                       | AUSENTE           |
| PDS     | Leorne Belém           |                         |                       | AUSENTE           |
| PDS     | Lúcio Alcântara        | SIM                     |                       |                   |
| PDS     | Manuel Gonçalves       | SIM                     |                       |                   |
| PDS     | Marcelo Linhares       |                         | NÃO                   |                   |
| PDS     | Mauro Sampaio          |                         |                       | AUSENTE           |
| PMDB    | Moisés Pimentel        | SIM                     |                       |                   |
| PDS     | Orlando Bezerra        |                         | NÃO                   |                   |
| PDS     | Ossian Araripe         |                         |                       | AUSENTE           |
| PMDB    | Paes de Andrade        | SIM                     |                       |                   |
| PDS     | Paulo Lustosa          | SIM                     |                       |                   |
| PDS     | Sérgio Filomeno        |                         |                       | AUSENTE           |
| PMDB    | Thomaz Coelho          | SIM                     |                       |                   |

### Espírito Santo
| PARTIDO | NOME DO PARLAMENTAR | SIM - a favor da emenda | NÃO - contra a emenda | AUSENTE/ABSTENÇÃO |
| PMDB    | Hélio Manhães       | SIM                     |                       |                   |
| PDS     | José Carlos Fonseca |                         |                       | AUSENTE           |
| PMDB    | Max Mauro           | SIM                     |                       |                   |
| PMDB    | Myrthes Bevilacqua  | SIM                     |                       |                   |
| PMDB    | Nelson Aguiar       | SIM                     |                       |                   |
| PMDB    | Nyder Barbosa       | SIM                     |                       |                   |
| PDS     | Pedro Ceolin        |                         |                       | AUSENTE           |
| PDS     | Stélio Dias         | SIM                     |                       |                   |
| PDS     | Theodorico Ferraço  | SIM                     |                       |                   |

### Goiás
| PARTIDO | NOME DO PARLAMENTAR  | SIM - a favor da emenda | NÃO - contra a emenda | AUSENTE/ABSTENÇÃO |
| PMDB    | Aldo Arantes         | SIM                     |                       |                   |
| PDS     | Brasílio Caiado      |                         | NÃO                   |                   |
| PMDB    | Fernando Cunha       | SIM                     |                       |                   |
| PMDB    | Genésio de Barros    | SIM                     |                       |                   |
| PDS     | Ibsen de Castro      |                         |                       | AUSENTE           |
| PMDB    | Iram Saraiva         | SIM                     |                       |                   |
| PMDB    | Irapuan Costa Júnior | SIM                     |                       |                   |
| PMDB    | Iturival Nascimento  | SIM                     |                       |                   |
| PDS     | Jaime Câmara         |                         |                       | AUSENTE           |
| PMDB    | João Divino          | SIM                     |                       |                   |
| PMDB    | Joaquim Roriz        | SIM                     |                       |                   |
| PMDB    | Juarez Bernardes     | SIM                     |                       |                   |
| PMDB    | Paulo Borges         | SIM                     |                       |                   |
| PDS     | Siqueira Campos      |                         | NÃO                   |                   |
| PMDB    | Tobias Alves         | SIM                     |                       |                   |
| PDS     | Wolney Siqueira      |                         |                       | AUSENTE           |

### Maranhão
| PARTIDO | NOME DO PARLAMENTAR  | SIM - a favor da emenda | NÃO - contra a emenda | AUSENTE/ABSTENÇÃO |
| PDS     | Bayma Júnior         |                         |                       | AUSENTE           |
| PMDB    | Cid Carvalho         | SIM                     |                       |                   |
| PDS     | Edison Lobão         |                         |                       | AUSENTE           |
| PDS     | Enoc Vieira          |                         |                       | AUSENTE           |
| PMDB    | Epitácio Cafeteira   | SIM                     |                       |                   |
| PDS     | Eurico Ribeiro       |                         | NÃO                   |                   |
| PDS     | Jaime Santana        | SIM                     |                       |                   |
| PDS     | João Alberto Souza   | SIM                     |                       |                   |
| PDS     | João Rebelo          | SIM                     |                       |                   |
| PDS     | José Burnett         |                         | NÃO                   |                   |
| PDS     | José Ribamar Machado |                         |                       | AUSENTE           |
| PDS     | Magno Bacelar        |                         | NÃO                   |                   |
| PDS     | Nagib Haickel        |                         |                       | AUSENTE           |
| PDS     | Sarney Filho         | SIM                     |                       |                   |
| PDS     | Vieira da Silva      |                         | NÃO                   |                   |
| PDS     | Vítor Trovão         |                         | NÃO                   |                   |
| PMDB    | Wagner Lago          | SIM                     |                       |                   |

### Mato Grosso
| PARTIDO | NOME DO PARLAMENTAR | SIM - a favor da emenda | NÃO - contra a emenda | AUSENTE/ABSTENÇÃO |
| PDS     | Bento Porto         |                         |                       | AUSENTE           |
| PDS     | Cristino Cortes     |                         |                       | AUSENTE           |
| PMDB    | Dante de Oliveira   | SIM                     |                       |                   |
| PMDB    | Gilson de Barros    | SIM                     |                       |                   |
| PDS     | Jonas Pinheiro      |                         |                       | AUSENTE           |
| PMDB    | Márcio Lacerda      | SIM                     |                       |                   |
| PDS     | Maçao Tadano        |                         | NÃO                   |                   |
| PMDB    | Milton Figueiredo   | SIM                     |                       |                   |

### Mato Grosso do Sul
| PARTIDO | NOME DO PARLAMENTAR | SIM - a favor da emenda | NÃO - contra a emenda | AUSENTE/ABSTENÇÃO |
| PDS     | Albino Coimbra      | SIM                     |                       |                   |
| PMDB    | Harry Amorim        | SIM                     |                       |                   |
| PDS     | Levy Dias           |                         |                       | AUSENTE           |
| PMDB    | Plínio Martins      | SIM                     |                       |                   |
| PMDB    | Ruben Figueiró      | SIM                     |                       |                   |
| PDS     | Saulo Queiroz       | SIM                     |                       |                   |
| PMDB    | Sérgio Cruz         | SIM                     |                       |                   |
| PDS     | Ubaldo Barém        |                         | NÃO                   |                   |

### Minas Gerais
| PARTIDO | NOME DO PARLAMENTAR     | SIM - a favor da emenda | NÃO - contra a emenda | AUSENTE/ABSTENÇÃO |
| PDS     | Aécio Cunha             | SIM                     |                       |                   |
| PMDB    | Aníbal Teixeira         | SIM                     |                       |                   |
| PDS     | Antônio Dias            | SIM                     |                       |                   |
| PDS     | Bonifácio de Andrada    |                         |                       | AUSENTE           |
| PDS     | Carlos Eloy             |                         |                       | AUSENTE           |
| PMDB    | Carlos Mosconi          | SIM                     |                       |                   |
| PMDB    | Cássio Gonçalves        | SIM                     |                       |                   |
| PDS     | Castejon Branco         |                         |                       | AUSENTE           |
| PDS     | Christovam Chiaradia    |                         |                       | AUSENTE           |
| PDS     | Emílio Gallo            | SIM                     |                       |                   |
| PDS     | Emílio Haddad           |                         |                       | AUSENTE           |
| PMDB    | Fued Dib                | SIM                     |                       |                   |
| PDS     | Gerardo Renault         | SIM                     |                       |                   |
| PDS     | Homero Santos           |                         |                       | AUSENTE           |
| PDS     | Humberto Souto          | SIM                     |                       |                   |
| PDS     | Israel Pinheiro Filho   | SIM                     |                       |                   |
| PDS     | Jairo Magalhães         |                         |                       | AUSENTE           |
| PMDB    | João Herculino          | SIM                     |                       |                   |
| PMDB    | Jorge Carone            | SIM                     |                       |                   |
| PMDB    | Jorge Vargas            | SIM                     |                       |                   |
| PDS     | José Carlos Fagundes    | SIM                     |                       |                   |
| PDS     | José Machado            | SIM                     |                       |                   |
| PMDB    | José Maria Magalhães    | SIM                     |                       |                   |
| PMDB    | José Mendonça de Morais | SIM                     |                       |                   |
| PMDB    | José Ulisses            | SIM                     |                       |                   |
| PMDB    | Juarez Batista          | SIM                     |                       |                   |
| PMDB    | Júnia Marise            | SIM                     |                       |                   |
| PMDB    | Luiz Baccarini          | SIM                     |                       |                   |
| PT      | Luiz Dulci              | SIM                     |                       |                   |
| PMDB    | Luiz Guedes             | SIM                     |                       |                   |
| PMDB    | Luiz Leal               | SIM                     |                       |                   |
| PMDB    | Luiz Sefair             | SIM                     |                       |                   |
| PDS     | Magalhães Pinto         |                         |                       | AUSENTE           |
| PMDB    | Manoel Costa Júnior     | SIM                     |                       |                   |
| PMDB    | Marcos Lima             | SIM                     |                       |                   |
| PDS     | Mário Assad             | SIM                     |                       |                   |
| PMDB    | Mário de Oliveira       | SIM                     |                       |                   |
| PDS     | Maurício Campos         | SIM                     |                       |                   |
| PMDB    | Melo Freire             | SIM                     |                       |                   |
| PMDB    | Milton Reis             | SIM                     |                       |                   |
| PDS     | Navarro Vieira Filho    | SIM                     |                       |                   |
| PDS     | Nilton Veloso           |                         |                       | AUSENTE           |
| PDS     | Oscar Correia Júnior    | SIM                     |                       |                   |
| PMDB    | Osvaldo Murta           | SIM                     |                       |                   |
| PDS     | Paulino Cícero          | SIM                     |                       |                   |
| PMDB    | Pimenta da Veiga        | SIM                     |                       |                   |
| PMDB    | Raul Belém              | SIM                     |                       |                   |
| PDS     | Raul Bernardo           |                         |                       | AUSENTE           |
| PDS     | Ronaldo Canedo          |                         |                       | AUSENTE           |
| PDS     | Rondon Pacheco          |                         |                       | AUSENTE           |
| PMDB    | Rosemburgo Romano       | SIM                     |                       |                   |
| PMDB    | Sérgio Ferrara          | SIM                     |                       |                   |
| PDS     | Vicente Guabiroba       |                         |                       | AUSENTE           |
| PMDB    | Wilson Vaz              | SIM                     |                       |                   |

### Pará
| PARTIDO | NOME DO PARLAMENTAR | SIM - a favor da emenda | NÃO - contra a emenda | AUSENTE/ABSTENÇÃO |
| PMDB    | Ademir Andrade      | SIM                     |                       |                   |
| PDS     | Antônio Amaral      |                         |                       | AUSENTE           |
| PMDB    | Brabo de Carvalho   | SIM                     |                       |                   |
| PMDB    | Carlos Vinagre      | SIM                     |                       |                   |
| PMDB    | Coutinho Jorge      | SIM                     |                       |                   |
| PMDB    | Dionísio Hage       | SIM                     |                       |                   |
| PMDB    | Domingos Juvenil    | SIM                     |                       |                   |
| PDS     | Gerson Peres        |                         |                       | AUSENTE           |
| PDS     | Jorge Arbage        |                         | NÃO                   |                   |
| PDS     | Lúcia Viveiros      | SIM                     |                       |                   |
| PDS     | Manuel Ribeiro      |                         | NÃO                   |                   |
| PDS     | Osvaldo Melo        |                         | NÃO                   |                   |
| PMDB    | Ronaldo Campos      | SIM                     |                       |                   |
| PDS     | Sebastião Curió     |                         | NÃO                   |                   |
| PMDB    | Vicente Queiroz     | SIM                     |                       |                   |

### Paraíba
| PARTIDO | NOME DO PARLAMENTAR | SIM - a favor da emenda | NÃO - contra a emenda | AUSENTE/ABSTENÇÃO |
| PDS     | Adauto Pereira      |                         |                       | AUSENTE           |
| PMDB    | Aluizio Campos      | SIM                     |                       |                   |
| PDS     | Álvaro Gaudêncio    |                         |                       | AUSENTE           |
| PDS     | Antônio Gomes       |                         |                       | AUSENTE           |
| PMDB    | Carneiro Arnaud     | SIM                     |                       |                   |
| PDS     | Edme Tavares        |                         |                       | AUSENTE           |
| PDS     | Ernâni Sátiro       |                         |                       | AUSENTE           |
| PDS     | Joacil Pereira      |                         | NÃO                   |                   |
| PMDB    | João Agripino       | SIM                     |                       |                   |
| PMDB    | José Maranhão       | SIM                     |                       |                   |
| PMDB    | Raimundo Asfora     | SIM                     |                       |                   |
| PDS     | Tarcísio Burity     | SIM                     |                       |                   |

### Paraná
| PARTIDO | NOME DO PARLAMENTAR        | SIM - a favor da emenda | NÃO - contra a emenda | AUSENTE/ABSTENÇÃO |
| PDS     | Alceni Guerra              | SIM                     |                       |                   |
| PMDB    | Alencar Furtado            | SIM                     |                       |                   |
| PMDB    | Amadeu Geara               | SIM                     |                       |                   |
| PMDB    | Anselmo Peraro             | SIM                     |                       |                   |
| PDS     | Antônio Mazurek            | SIM                     |                       |                   |
| PDS     | Antônio Ueno               |                         |                       | AUSENTE           |
| PMDB    | Aroldo Moletta             | SIM                     |                       |                   |
| PDS     | Ary Kffuri                 |                         | NÃO                   |                   |
| PMDB    | Borges da Silveira         | SIM                     |                       |                   |
| PMDB    | Celso Saboia               | SIM                     |                       |                   |
| PMDB    | Dílson Fanchin             | SIM                     |                       |                   |
| PDS     | Fabiano Braga Cortes       |                         | NÃO                   |                   |
| PMDB    | Hélio Duque                | SIM                     |                       |                   |
| PDS     | Ítalo Conti                |                         | NÃO                   |                   |
| PDS     | José Carlos Martinez       |                         | NÃO                   |                   |
| PMDB    | José Tavares               | SIM                     |                       |                   |
| PDS     | Luiz Antônio Fayet         | SIM                     |                       |                   |
| PMDB    | Mattos Leão                | SIM                     |                       |                   |
| PDS     | Norton Macedo              | SIM                     |                       |                   |
| PDS     | Octávio Cesário            |                         | NÃO                   |                   |
| PMDB    | Olivir Gabardo             | SIM                     |                       |                   |
| PDS     | Oscar Alves                |                         |                       | ABSTENÇÃO         |
| PMDB    | Osvaldo Trevisan           | SIM                     |                       |                   |
| PMDB    | Paulo Marques              | SIM                     |                       |                   |
| PMDB    | Pedro Sampaio              | SIM                     |                       |                   |
| PDS     | Reinhold Stephanes         |                         |                       | ABSTENÇÃO         |
| PMDB    | Renato Bernardi            | SIM                     |                       |                   |
| PMDB    | Renato Bueno               | SIM                     |                       |                   |
| PDS     | Renato Johnsson            |                         |                       | ABSTENÇÃO         |
| PMDB    | Santinho Furtado           | SIM                     |                       |                   |
| PDS     | Santos Filho               |                         | NÃO                   |                   |
| PMDB    | Sebastião Rodrigues Júnior | SIM                     |                       |                   |
| PMDB    | Walber Guimarães           | SIM                     |                       |                   |
| PMDB    | Walmor Giavarina           | SIM                     |                       |                   |

### Pernambuco
| PARTIDO | NOME DO PARLAMENTAR     | SIM - a favor da emenda | NÃO - contra a emenda | AUSENTE/ABSTENÇÃO |
| PDS     | Antônio Farias          |                         | NÃO                   |                   |
| PMDB    | Arnaldo Maciel          | SIM                     |                       |                   |
| PMDB    | Carlos Wilson           | SIM                     |                       |                   |
| PMDB    | Cristina Tavares        | SIM                     |                       |                   |
| PMDB    | Egídio Ferreira Lima    | SIM                     |                       |                   |
| PMDB    | Fernando Lyra           | SIM                     |                       |                   |
| PDS     | Geraldo Melo            | SIM                     |                       |                   |
| PDS     | Gonzaga Vasconcelos     |                         | NÃO                   |                   |
| PDS     | Inocêncio Oliveira      | SIM                     |                       |                   |
| PMDB    | Jarbas Vasconcelos      | SIM                     |                       |                   |
| PDS     | João Carlos de Carli    |                         | NÃO                   |                   |
| PMDB    | José Carlos Vasconcelos | SIM                     |                       |                   |
| PDS     | José Jorge              | SIM                     |                       |                   |
| PDS     | José Mendonça Bezerra   |                         |                       | AUSENTE           |
| PDS     | José Moura              |                         |                       | AUSENTE           |
| PDS     | Josias Leite            |                         |                       | AUSENTE           |
| PMDB    | Mansueto de Lavor       | SIM                     |                       |                   |
| PMDB    | Miguel Arraes           | SIM                     |                       |                   |
| PDS     | Nilson Gibson           |                         | NÃO                   |                   |
| PDS     | Osvaldo Coelho          |                         | NÃO                   |                   |
| PMDB    | Osvaldo Lima Filho      | SIM                     |                       |                   |
| PDS     | Pedro Corrêa            |                         |                       | AUSENTE           |
| PDS     | Ricardo Fiúza           |                         | NÃO                   |                   |
| PMDB    | Roberto Freire          | SIM                     |                       |                   |
| PMDB    | Sérgio Murilo           | SIM                     |                       |                   |
| PDS     | Thales Ramalho          |                         |                       | AUSENTE           |

### Piauí
| PARTIDO | NOME DO PARLAMENTAR | SIM - a favor da emenda | NÃO - contra a emenda | AUSENTE/ABSTENÇÃO |
| PDS     | Celso Barros        |                         |                       | AUSENTE           |
| PMDB    | Ciro Nogueira       | SIM                     |                       |                   |
| PMDB    | Heráclito Fortes    | SIM                     |                       |                   |
| PDS     | Jônathas Nunes      | SIM                     |                       |                   |
| PDS     | José Luiz Maia      |                         |                       | AUSENTE           |
| PDS     | Ludgero Raulino     |                         |                       | AUSENTE           |
| PDS     | Milton Brandão      |                         | NÃO                   |                   |
| PDS     | Tapety Júnior       |                         | NÃO                   |                   |
| PMDB    | Wall Ferraz         | SIM                     |                       |                   |

### Rio de Janeiro
| PARTIDO | NOME DO PARLAMENTAR   | SIM - a favor da emenda | NÃO - contra a emenda | AUSENTE/ABSTENÇÃO |
| PDT     | Abdias do Nascimento  | SIM                     |                       |                   |
| PDT     | Agnaldo Timóteo       | SIM                     |                       |                   |
| PDS     | Alair Ferreira        |                         |                       | AUSENTE           |
| PMDB    | Aloysio Teixeira      | SIM                     |                       |                   |
| PDS     | Álvaro Valle          | SIM                     |                       |                   |
| PDS     | Amaral Netto          |                         | NÃO                   |                   |
| PDT     | Arildo Teles          | SIM                     |                       |                   |
| PDT     | Bocaiuva Cunha        | SIM                     |                       |                   |
| PDT     | Brandão Monteiro      | SIM                     |                       |                   |
| PMDB    | Carlos Peçanha        | SIM                     |                       |                   |
| PTB     | Celso Peçanha         | SIM                     |                       |                   |
| PDT     | Clemir Ramos          | SIM                     |                       |                   |
| PDS     | Darcílio Ayres        |                         | NÃO                   |                   |
| PMDB    | Daso Coimbra          | SIM                     |                       |                   |
| PDT     | Délio dos Santos      | SIM                     |                       |                   |
| PMDB    | Denisar Arneiro       | SIM                     |                       |                   |
| PDS     | Eduardo Galil         |                         | NÃO                   |                   |
| PTB     | Fernando Carvalho     | SIM                     |                       |                   |
| PDS     | Figueiredo Filho      |                         |                       | AUSENTE           |
| PTB     | Francisco Studart     | SIM                     |                       |                   |
| PMDB    | Gustavo de Faria      | SIM                     |                       |                   |
| PDS     | Hamilton Xavier       |                         |                       | AUSENTE           |
| PDT     | Jacques d'Ornellas    | SIM                     |                       |                   |
| PDT     | J. G. de Araújo Jorge | SIM                     |                       |                   |
| PMDB    | Jorge Cury            | SIM                     |                       |                   |
| PMDB    | Jorge Leite           | SIM                     |                       |                   |
| PDT     | José Colagrossi       | SIM                     |                       |                   |
| PT      | José Eudes            | SIM                     |                       |                   |
| PDT     | José Frejat           | SIM                     |                       |                   |
| PDS     | Lázaro de Carvalho    |                         |                       | AUSENTE           |
| PDS     | Léo Simões            |                         |                       | AUSENTE           |
| PMDB    | Leônidas Sampaio      | SIM                     |                       |                   |
| PMDB    | Marcelo Medeiros      | SIM                     |                       |                   |
| PMDB    | Márcio Braga          | SIM                     |                       |                   |
| PMDB    | Márcio Macedo         | SIM                     |                       |                   |
| PDT     | Mário Juruna          | SIM                     |                       |                   |
| PDS     | Osmar Leitão          |                         |                       | AUSENTE           |
| PTB     | Roberto Jefferson     | SIM                     |                       |                   |
| PDS     | Rubem Medina          |                         |                       | AUSENTE           |
| PDS     | Saramago Pinheiro     |                         | NÃO                   |                   |
| PDT     | Sebastião Ataíde      | SIM                     |                       |                   |
| PDT     | Sebastião Nery        | SIM                     |                       |                   |
| PDT     | Sérgio Lomba          | SIM                     |                       |                   |
| PDS     | Simão Sessim          |                         |                       | AUSENTE           |
| PDT     | Walter Casanova       | SIM                     |                       |                   |
| PDS     | Wilmar Palis          | SIM                     |                       |                   |

### Rio Grande do Norte
| PARTIDO | NOME DO PARLAMENTAR    | SIM - a favor da emenda | NÃO - contra a emenda | AUSENTE/ABSTENÇÃO |
| PMDB    | Agenor Maria           | SIM                     |                       |                   |
| PMDB    | Antônio Câmara         | SIM                     |                       |                   |
| PDS     | Antônio Florêncio      |                         |                       | AUSENTE           |
| PMDB    | Henrique Eduardo Alves | SIM                     |                       |                   |
| PDS     | Jessé Freire Filho     |                         |                       | AUSENTE           |
| PDS     | João Faustino          | SIM                     |                       |                   |
| PDS     | Vingt Rosado           |                         |                       | AUSENTE           |
| PDS     | Wanderley Mariz        |                         |                       | AUSENTE           |

### Rio Grande do Sul
| PARTIDO | NOME DO PARLAMENTAR     | SIM - a favor da emenda | NÃO - contra a emenda | AUSENTE/ABSTENÇÃO |
| PDT     | Aldo Pinto              | SIM                     |                       |                   |
| PDT     | Amaury Müller           | SIM                     |                       |                   |
| PDS     | Augusto Trein           | SIM                     |                       |                   |
| PDS     | Baltazar de Bem e Canto |                         | NÃO                   |                   |
| PDS     | Darcy Pozza             |                         | NÃO                   |                   |
| PDS     | Emídio Perondi          |                         | NÃO                   |                   |
| PDT     | Floriceno Paixão        | SIM                     |                       |                   |
| PDS     | Guido Moesch            |                         | NÃO                   |                   |
| PMDB    | Hermes Zaneti           | SIM                     |                       |                   |
| PDS     | Hugo Mardini            |                         | NÃO                   |                   |
| PMDB    | Ibsen Pinheiro          | SIM                     |                       |                   |
| PMDB    | Irajá Rodrigues         | SIM                     |                       |                   |
| PDS     | Irineu Colato           |                         | NÃO                   |                   |
| PMDB    | João Gilberto           | SIM                     |                       |                   |
| PMDB    | Jorge Uequed            | SIM                     |                       |                   |
| PMDB    | José Fogaça             | SIM                     |                       |                   |
| PMDB    | Júlio Costamilan        | SIM                     |                       |                   |
| PMDB    | Lélio Souza             | SIM                     |                       |                   |
| PDT     | Matheus Schmidt         | SIM                     |                       |                   |
| PDT     | Nadir Rosseti           | SIM                     |                       |                   |
| PDS     | Nelson Marchezan        |                         | NÃO                   |                   |
| PDT     | Nilton Alves            | SIM                     |                       |                   |
| PDS     | Oly Fachin              |                         | NÃO                   |                   |
| PDT     | Osvaldo Nascimento      | SIM                     |                       |                   |
| PMDB    | Paulo Mincarone         | SIM                     |                       |                   |
| PDS     | Pedro Germano           |                         | NÃO                   |                   |
| PDS     | Pratini de Moraes       |                         | NÃO                   |                   |
| PMDB    | Rosa Flores             | SIM                     |                       |                   |
| PDS     | Rubens Ardenghi         |                         | NÃO                   |                   |
| PMDB    | Siegfried Heuser        | SIM                     |                       |                   |
| PMDB    | Sinval Guazzelli        | SIM                     |                       |                   |
| PDS     | Victor Faccioni         |                         | NÃO                   |                   |

### Rondônia
| PARTIDO | NOME DO PARLAMENTAR | SIM - a favor da emenda | NÃO - contra a emenda | AUSENTE/ABSTENÇÃO |
| PDS     | Assis Canuto        |                         |                       | AUSENTE           |
| PDS     | Chiquilito Erse     | SIM                     |                       |                   |
| PDS     | Francisco Sales     |                         |                       | AUSENTE           |
| PDS     | Leônidas Rachid     |                         |                       | AUSENTE           |
| PMDB    | Múcio Athayde       | SIM                     |                       |                   |
| PMDB    | Olavo Pires         | SIM                     |                       |                   |
| PMDB    | Orestes Muniz       | SIM                     |                       |                   |
| PDS     | Rita Furtado        |                         |                       | AUSENTE           |

### Roraima
| PARTIDO | NOME DO PARLAMENTAR  | SIM - a favor da emenda | NÃO - contra a emenda | AUSENTE/ABSTENÇÃO |
| PDS     | Alcides Lima         |                         |                       | AUSENTE           |
| PDS     | João Fagundes        |                         |                       | AUSENTE           |
| PDS     | Júlio Martins        |                         |                       | AUSENTE           |
| PDS     | Mozarildo Cavalcanti |                         |                       | AUSENTE           |

### Santa Catarina
| PARTIDO | NOME DO PARLAMENTAR       | SIM - a favor da emenda | NÃO - contra a emenda | AUSENTE/ABSTENÇÃO |
| PDS     | Ademar Ghisi              |                         | NÃO                   |                   |
| PMDB    | Casildo Maldaner          | SIM                     |                       |                   |
| PMDB    | Dirceu Carneiro           | SIM                     |                       |                   |
| PDS     | Epitácio Bittencourt      |                         |                       | AUSENTE           |
| PDS     | Evaldo Amaral             | SIM                     |                       |                   |
| PDS     | Fernando Bastos           | SIM                     |                       |                   |
| PMDB    | Ivo Vanderlinde           | SIM                     |                       |                   |
| PDS     | João Paganella            |                         |                       | AUSENTE           |
| PMDB    | Luiz Henrique da Silveira | SIM                     |                       |                   |
| PDS     | Nelson Morro              |                         |                       | AUSENTE           |
| PMDB    | Nelson Wedekin            | SIM                     |                       |                   |
| PMDB    | Odilon Salmoria           | SIM                     |                       |                   |
| PDS     | Paulo Melro               | SIM                     |                       |                   |
| PDS     | Pedro Colin               | SIM                     |                       |                   |
| PMDB    | Renato Viana              | SIM                     |                       |                   |
| PMDB    | Walmor de Luca            | SIM                     |                       |                   |

### São Paulo
| PARTIDO | NOME DO PARLAMENTAR   | SIM - a favor da emenda | NÃO - contra a emenda | AUSENTE/ABSTENÇÃO |
| PDS     | Adail Vettorazzo      |                         |                       | AUSENTE           |
| PMDB    | Airton Sandoval       | SIM                     |                       |                   |
| PT      | Airton Soares         | SIM                     |                       |                   |
| PMDB    | Alberto Goldman       | SIM                     |                       |                   |
| PDS     | Alcides Franciscato   |                         |                       | AUSENTE           |
| PDS     | Armando Pinheiro      |                         | NÃO                   |                   |
| PMDB    | Aurélio Peres         | SIM                     |                       |                   |
| PT      | Bete Mendes           | SIM                     |                       |                   |
| PTB     | Celso Amaral          | SIM                     |                       |                   |
| PDS     | Cunha Bueno           |                         |                       | AUSENTE           |
| PMDB    | Darci Passos          | SIM                     |                       |                   |
| PMDB    | Del Bosco Amaral      | SIM                     |                       |                   |
| PDS     | Diogo Nomura          |                         |                       | AUSENTE           |
| PT      | Djalma Bom            | SIM                     |                       |                   |
| PMDB    | Doreto Campanari      | SIM                     |                       |                   |
| PT      | Eduardo Suplicy       | SIM                     |                       |                   |
| PDS     | Estevam Galvão        |                         |                       | AUSENTE           |
| PTB     | Farabulini Júnior     | SIM                     |                       |                   |
| PMDB    | Felipe Cheidde        | SIM                     |                       |                   |
| PDS     | Ferreira Martins      |                         | NÃO                   |                   |
| PMDB    | Flavio Bierrenbach    | SIM                     |                       |                   |
| PMDB    | Francisco Amaral      | SIM                     |                       |                   |
| PMDB    | Francisco Dias        | SIM                     |                       |                   |
| PMDB    | Freitas Nobre         | SIM                     |                       |                   |
| PTB     | Gastone Righi         | SIM                     |                       |                   |
| PDS     | Gioia Júnior          | SIM                     |                       |                   |
| PDS     | Herbert Levy          | SIM                     |                       |                   |
| PT      | Irma Passoni          | SIM                     |                       |                   |
| PMDB    | Israel Dias Novaes    | SIM                     |                       |                   |
| PMDB    | João Bastos           | SIM                     |                       |                   |
| PMDB    | João Cunha            | SIM                     |                       |                   |
| PMDB    | João Hermann          | SIM                     |                       |                   |
| PDS     | José Camargo          |                         |                       | AUSENTE           |
| PT      | José Genoino          | SIM                     |                       |                   |
| PDS     | Maluly Netto          |                         |                       | AUSENTE           |
| PMDB    | Márcio Santilli       | SIM                     |                       |                   |
| PMDB    | Marcondes Pereira     | SIM                     |                       |                   |
| PMDB    | Mário Hato            | SIM                     |                       |                   |
| PTB     | Mendes Botelho        | SIM                     |                       |                   |
| PTB     | Mendonça Falcão       |                         |                       | AUSENTE           |
| PTB     | Moacyr Franco         | SIM                     |                       |                   |
| PDS     | Natal Gale            |                         |                       | AUSENTE           |
| PTB     | Nelson do Carmo       | SIM                     |                       |                   |
| PMDB    | Otacílio de Almeida   | SIM                     |                       |                   |
| PMDB    | Pacheco Chaves        | SIM                     |                       |                   |
| PDS     | Paulo Maluf           |                         |                       | AUSENTE           |
| PMDB    | Paulo Zarzur          | SIM                     |                       |                   |
| PMDB    | Raimundo Leite        | SIM                     |                       |                   |
| PMDB    | Ralph Biasi           | SIM                     |                       |                   |
| PDS     | Renato Cordeiro       |                         | NÃO                   |                   |
| PTB     | Ricardo Ribeiro       | SIM                     |                       |                   |
| PMDB    | Roberto Cardoso Alves | SIM                     |                       |                   |
| PMDB    | Roberto Rollemberg    | SIM                     |                       |                   |
| PMDB    | Ruy Côdo              | SIM                     |                       |                   |
| PDS     | Sales Leite           |                         | NÃO                   |                   |
| PDS     | Salvador Julianelli   |                         |                       | AUSENTE           |
| PMDB    | Samir Achôa           | SIM                     |                       |                   |
| PMDB    | Teodoro Mendes        | SIM                     |                       |                   |
| PMDB    | Tidei de Lima         | SIM                     |                       |                   |
| PMDB    | Ulysses Guimarães     | SIM                     |                       |                   |

### Sergipe
| PARTIDO | NOME DO PARLAMENTAR  | SIM - a favor da emenda | NÃO - contra a emenda | AUSENTE/ABSTENÇÃO |
| PDS     | Adroaldo Campos      |                         |                       | AUSENTE           |
| PDS     | Augusto Franco       |                         |                       | AUSENTE           |
| PDS     | Celso Carvalho       |                         |                       | AUSENTE           |
| PDS     | Francisco Rollemberg |                         |                       | AUSENTE           |
| PDS     | Gilton Garcia        | SIM                     |                       |                   |
| PDS     | Hélio Dantas         |                         |                       | AUSENTE           |
| PMDB    | Jackson Barreto      | SIM                     |                       |                   |
| PMDB    | José Carlos Teixeira | SIM                     |                       |                   |